# Stories Told & Untold
Stories Told & Untold è un album in studio del gruppo hard rock britannico Bad Company, pubblicato nel 1996. 
Il disco contiene dei brani inediti (*) e alcuni successi del gruppo in una versione alternativa.

## Tracce
1. One on One (Robert Hart/Dave Colwell) – 4:01 *
2. Oh, Atlanta (Mick Ralphs) – 4:08
3. You're Never Alone (Hart/Colwell) – 4:38 *
4. I Still Believe in You (Vince Gill/John Barlow Jarvis) – 4:37 *
5. Ready for Love (Ralphs) – 4:36
6. Waiting on Love (Hart/Simon Kirke) – 4:32 *
7. Can't Get Enough (Ralphs) – 3:41
8. Is That All There Is to Love (Hart/Kirke) – 3:33 *
9. Love So Strong (Hart/Colwell/Kirke) – 3:49 *
10. Silver, Blue and Gold (Paul Rodgers) – 3:38
11. Downpour in Cairo (Hart/Kirke) – 3:47 *
12. Shooting Star (Rodgers) – 5:18
13. Simple Man (Ralphs) – 4:37
14. Weep No More (Kirke) – 8:58

## Formazione
- Robert Hart - voce
- Mick Ralphs - chitarra, slide guitar, tastiere
- Dave Colwell - chitarra
- Rick Wills - basso
- Simon Kirke - batteria